# Laas (Loiret)
Laas é uma comuna francesa na região administrativa do Centro, no departamento Loiret. Estende-se por uma área de 6,7 km². Em 2010 a comuna tinha 238 habitantes (densidade: 35,5 hab./km²).